# İsmet İnönü

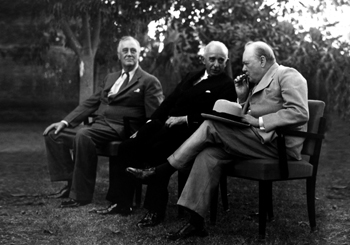
Roosevelt, İnönü och Churchill vid Andra Kairokonferensen 4-6 december 1943.

Mustafa İsmet İnönü (före 1934 İsmet pascha), född 24 september 1884 i Izmir i Osmanska riket, död 25 december 1973 i Ankara i Turkiet, var en turkisk militär och politiker. Efter att i flera perioder ha varit premiärminister, fick han efterträda Mustafa Kemal Atatürk som landets president, vilket han var till 1950, då landet blev en demokrati. Efter en militärkupp blev han återvald som premiärminister 1961, och kvarblev i den befattningen till 1965.

## Biografi
İsmet föddes i Izmir 1884. Hans far var Hacı Reşid Bey, en tjänsteman i Osmanska statsförvaltningen, och hans mor Cevriye Hanım, vars föräldrar flytt till Turkiet från Bulgarien efter rysk-turkiska kriget (1877–1878). Efternamnet İnönü tog han långt senare, när Atatürk på 1930-talet beslutade att alla turkar skulle ha efternamn.
Han studerade vid militärakademin i Osmanska riket, och tog examen där 1903. Sin första berömmelse fick han tidigt, då han slog ner två uppror mot osmanerna, i Rumelien och Jemen. Han deltog i Balkankrigen och första världskriget, varunder han blev befälhavare över den västra fronten. Det var då han lärde känna Mustafa Kemal Atatürk.
Efter första världskriget begav han sig till Anatolien och gick med i den nationalistiska rörelsen. Han utnämndes till överbefälhavare, och hade den befattningen under grek-turkiska kriget (1919–1922). Han befordrades till brigadgeneral efter slaget om İnönü, då han slog ner den grekiska armén. Vid konferensen som ledde till Lausannefördraget var han chef över den turkiska delegationen.
Han blev republiken Turkiets första premiärminister, och hade den posten under många perioder medan Atatürk var president. I den befattningen införde han en femårsplan enligt mönster från Sovjetunionen, och förstatligade en stor del av den privata sektorn. På grund av İnönüs ekonomiska politik är 70% av Turkiets mark statsägd. Atatürk började med tiden sträva efter en mer liberal ekonomi, och avskedade İnönü 1937.
När Atatürk avled efterträdde İnönü honom (11 november 1938) som president och partiledare över Republikanska folkpartiet. Inom ett år hade andra världskriget brutit ut. Både de allierade och axelmakterna försökte få Turkiet att sluta upp vid deras sida. Franz von Papen blev placerad i Ankara som diplomat för Tyskland. Officiellt var Turkiet neutralt under kriget. Först i februari 1945 tog de ställning för de allierade.
Genom internationell påtryckning öppnade İnönü upp för flerpartisystem, och förlorade landets första fria val, 1950, till det Demokratiska partiet (DP) (eng. "Democratic Party") och Adnan Menderes. I tio år var İnönü oppositionsledare, tills han 1961 i ett parlamentsval blev premiärminister, sedan Manderes avsatts i en militärkupp och avrättats, och sedan han själv ingått koalition med andra partier. 1965 förlorade han valet mot Süleyman Demirel. 1972 förlorade han partiets stöd, och efterträddes som partiledare av Bülent Ecevit.
İnönü dog 1973. Han är begravd nära Atatürks mausoleum i Anıtkabir, Ankara. Han är far till Erdal İnönü.